# Wapen van Opeinde

Wapen van Opeinde

Het wapen van Opeinde is het dorpswapen van het Nederlandse dorp Opeinde, in de Friese gemeente Smallingerland. Het wapen werd in 2011 geregistreerd.

## Beschrijving
De blazoenering van het wapen luidt als volgt:
Doorsneden: I, geblokt van zilver en zwart in vijf rijen van zeven liggende blokjes; II, in goud twee klaverblaadjes met gekrukte, naar het schildhart gerichte steeltjes; over alles heen een rood en blauw schuin gevierendeeld kruis.
De heraldische kleuren zijn: zilver (zilver), sabel (zwart), goud (goud), sinopel (groen), keel (rood) en azuur (blauw).

## Symboliek
- Rode balk: verwijst naar de hoofdweg van het dorp, de Kommisjewei.[3]
- Blauwe paal: staat voor de Opeindervaart die door het dorp loopt. De schuine kruising met de rode balk wijst erop dat de weg en het kanaal van gelijke betekenis waren.[3]
- Geblokt veld: duidt op het veen dat ten noorden en ten oosten van het dorp aanwezig was.[3]
- Gouden veld: symbool voor het dekzand waar het dorp op gelegen is.[3]
- Klaverbladen: ontleend aan het wapen van de familie Van Burmania die hier actief was in de vervening.[3]

## Zie ook

Vlag van Opeinde